# Riley 10.8
La 10.8 è un'autovettura di fascia media prodotta dalla Riley dal 1919 al 1928. È stato il primo modello commercializzato dalla casa automobilistica britannica dopo l'interruzione della produzione civile dovuta alla prima guerra mondiale.
La 10.8 aveva installato un motore quattro cilindri in linea a valvole laterali raffreddato ad acqua da 1.498 cm³ di cilindrata.  La potenza erogata era 35 CV a 3.200 giri al minuto. 
Per la prima volta per un modello Riley, le sospensioni erano a balestra semiellittica. Il telaio pesava 648 kg.
Dal 1923 al 1926 è stata offerta una versione speciale del modello, la Riley 10.8 Redwing. Essa aveva delle caratteristiche spiccatamente sportive, che erano accompagnate da una linea e da interni eleganti. La meccanica era simile a quella delle vetture standard.
Erano disponibili tre tipi di carrozzeria, roadster due posti, coupé due porte e torpedo quattro posti.
La 10.8 venne sostituita dalla 9.